# Speelmansstraat
De Speelmansstraat is een straat in Brugge.

## Beschrijving
De Speelmansstraat is al in 1360 in een document vermeld. Enkele jaren later werden eigenaars vergoed voor onteigeningen die nodig waren om de straat te verbreden en recht te trekken:
- 1367: omme de Spelemansstrate te widene ende te rechtene.

De oorsprong van de straatnaam is te vinden bij de speellieden of 'speelmans'. In 1318 verleende het stadsbestuur een toelage voor een school waar speellieden werden opgeleid. Die school lag ergens achter het klooster van de paters karmelieten in de Carmersstraat. Ze dateerde al van het einde van de 13de eeuw en had een internationaal leerlingenpubliek. Zelfs uit Aragon kwam men om zich te vervolmaken en de nieuwste toevoegingen tot het muziekrepertorium aan te leren.

## Korte Speelmansstraat
Op een bepaald ogenblik werd de Speelmansstraat gesplitst in Speelmansstraat, die loopt van de Carmersstraat naar de Snaggaardstraat en Korte Speelmansstraat die loopt van de Carmersstraat naar de Rolweg.